# Bud Shank & Bob Brookmeyer
Bud Shank & Bob Brookmeyer è un album di Bob Brookmeyer e Bud Shank del 1954 e pubblicato
dalla Pacific Jazz Records.

## Tracce
Lato A
1. Low Life – 3:56 (Johnny Mandel)
2. When Your Lover Has Gone – 5:07 (Einar Aaron Swan)
3. Out of This World – 3:59 (Johnny Mercer, Harold Arlen)
4. There's a Small Hotel – 2:56 (Lorenz Hart, Richard Rodgers)

Lato B
1. Rustic Hop – 2:41 (Bob Brookmeyer)
2. You Are Too Beautiful – 3:18 (Richard Rodgers)
3. With the Wind and the Rain in Your Hair – 3:16 (Clara Edwards, Jack Lawrence)

## Musicisti
- Bob Brookmeyer – trombone
- Bud Shank – sassofono
- Claude Williamson – pianoforte
- Buddy Clark – contrabbasso
- Joe Mondragon – contrabbasso
- Larry Bunker – batteria
- Componenti della sezione archi non conosciuti – due violini, una viola ed un violoncello
- Sam Caplan – concert master
- Samuel Cytron – concert master
- Russ Garcia – arrangiamenti